# Epione (godin)
In de Griekse mythologie was Epione (Grieks: Ἠπιόνη) de godin van de pijnverzachting; in feite betekent haar naam 'verzachtend'. Zij was de vrouw van Asklepios, de god van de geneeskunde. Zij was de moeder van Panakeia, de godin van de medicijnen, Hygieia, de godin van de gezondheid, Iaso, godin van genezing, remedies en manieren van genezing, Akeso, godin van het genezingsproces en Aglaia, godin van de schoonheid. Ze was waarschijnlijk ook de moeder van de beroemde artsen Machaon en Podaleirios die worden genoemd in de Ilias van Homerus.